# Indywidualne Mistrzostwa Polski w Zapasach 1976

## Mistrzostwa Polski w Zapasach1976

### Mężczyźni
- styl wolny

29. Mistrzostwa Polski – 24–26 września 1976, Rzeszów
- styl klasyczny

46. Mistrzostwa Polski – 23–25 maja 1976, Zamość

## Medaliści

### Mężczyźni

#### Styl wolny
| Kategoria:   | Złoto:                            | Srebro:                            | Brąz:                                |
| 48 kg        | Władysław Olejnik Lotnik Wrocław  | Jan Falandys Stal Rzeszów          | Jan Żałobny Górnik Zabrze            |
| 52 kg        | Andrzej Kudelski Gwardia Warszawa | Wiesław Kończak Lotnik Wrocław     | Tadeusz Kudelski Gwardia Warszawa    |
| 57 kg        | Władysław Stecyk Grunwald Poznań  | Franciszek Zwierzchowski GKS Tychy | Leszek Wojciechowski Grunwald Poznań |
| 62 kg        | Zbigniew Żedzicki GKS Tychy       | Marian Filipowicz Boruta Zgierz    | Ryszard Górecki Stal Rzeszów         |
| 68 kg        | Dariusz Ćwikowski GKS Tychy       | Zygmunt Kudelski Gwardia Warszawa  | Władysław Kozłowski Boruta Zgierz    |
| 74 kg        | Jan Łachoda Gwardia Warszawa      | Stanisław Antkowicz Stal Rzeszów   | Czesław Kuśmider Mazowsze Teresin    |
| 82 kg        | Jan Górski GKS Tychy              | Michał Busse Budowlani Łódź        | Henryk Mazur Gwardia Warszawa        |
| 90 kg        | Paweł Kurczewski Budowlani Łódź   | Paweł Gawrysiak Boruta Zgierz      | Kazimierz Kondrat Lotnik Wrocław     |
| 100 kg       | Edward Żmudziejewski Stal Rzeszów | Ryszard Długosz Stal Rzeszów       | Jerzy Kachniarz Gwardia Warszawa     |
| ponad 100 kg | Stanisław Makowiecki Stal Rzeszów | Adam Sandurski Stal Rzeszów        | Piotr Kosmowski GKS Tychy            |

#### Styl klasyczny
| Kategoria:   | Złoto:                                    | Srebro:                               | Brąz:                                      |
| 48 kg        | Wiesław Kuciński Legia Warszawa           | Aleksander Zajączkowski Unia Racibórz | Jan Pietrzak Zagłębie Wałbrzych            |
| 52 kg        | Witold Małdachowski GKS Katowice          | Jerzy Jaroszek Unia Racibórz          | Kazimierz Kucharski Wisłoka Stomil Dębica  |
| 57 kg        | Józef Wojciechowski Wisłoka Stomil Dębica | Czesław Stanjek Siła Mysłowice        | Piotr Michalik Siła Mysłowice              |
| 62 kg        | Józef Lipień Wisłoka Stomil Dębica        | Stanisław Barej Cement Gryf Chełm     | Czesław Kowalik GKS Katowice               |
| 68 kg        | Kazimierz Lipień Wisłoka Stomil Dębica    | Ludwik Romański Gwardia Warszawa      | Jan Merkel Pogoń Ruda Śląska               |
| 74 kg        | Andrzej Supron GKS Katowice               | Jan Dołgowicz GKS Katowice            | Andrzej Franas Pafawag Wrocław             |
| 82 kg        | Stanisław Krzesiński GKS Katowice         | Jan Swół Wisłoka Stomil Dębica        | Antoni Masternak GKS Katowice              |
| 90 kg        | Edward Kasperowicz Wisłoka Stomil Dębica  | Roman Wrocławski Legia Warszawa       | Jan Stawowski Siła Mysłowice               |
| 100 kg       | Czesław Kwieciński Siła Mysłowice         | Bogusław Dąbrowski Zagłębie Wałbrzych | Andrzej Skrzydlewski Wisłoka Stomil Dębica |
| ponad 100 kg | Henryk Tomanek GKS Katowice               | Zdzisław Andrecki Siła Mysłowice      | Marian Łukasik Siła Mysłowice              |